# Seznam slovenskih apostolskih nuncijev
Seznam slovenskih apostolskih nuncijev. Apostolski nuniciji so po redu duhovniškega posvečenja škofje, po hierarhičnem nazivu pa naslovni nadškofje.

## Seznam
| #  | Slika                     | Ime            | Rojen, umrl                                     | Škofovsko posvečenje                                          | Naslovna nadškofija | Apostolska nunciatura | Začetek          | Konec            |
| -- | ------------------------- | -------------- | ----------------------------------------------- | ------------------------------------------------------------- | ------------------- | --------------------- | ---------------- | ---------------- |
| 1. | Klikni za spremembo slike | Jožef Žabkar   | 24. december 1914, Ljubljana, 19. maj 1984, Rim | 30. junij 1969, Jean-Marie Villot (vatikanski državni tajnik) | Virunum             | Finska                | 17. maj 1969     | 27. oktober 1981 |
| 1. | Klikni za spremembo slike | Jožef Žabkar   | 24. december 1914, Ljubljana, 19. maj 1984, Rim | 30. junij 1969, Jean-Marie Villot (vatikanski državni tajnik) | Virunum             | Skandinavija          | 17. maj 1969     | 27. oktober 1981 |
| 1. | Klikni za spremembo slike | Jožef Žabkar   | 24. december 1914, Ljubljana, 19. maj 1984, Rim | 30. junij 1969, Jean-Marie Villot (vatikanski državni tajnik) | Virunum             | Islandija             | 8. oktober 1976  | 27. oktober 1981 |
| 2. | Klikni za spremembo slike | Ivan Jurkovič  | 10. junij 1952, Kočevje                         | 6. oktober 2001, Angelo Sodano (vatikanski državni tajnik)    | Krbava              | Belorusija            | 28. julij 2001   | 22. april 2004   |
| 2. | Klikni za spremembo slike | Ivan Jurkovič  | 10. junij 1952, Kočevje                         | 6. oktober 2001, Angelo Sodano (vatikanski državni tajnik)    | Krbava              | Ukrajina              | 22. april 2004   | 19. februar 2011 |
| 2. | Klikni za spremembo slike | Ivan Jurkovič  | 10. junij 1952, Kočevje                         | 6. oktober 2001, Angelo Sodano (vatikanski državni tajnik)    | Krbava              | Rusija                | 19. februar 2011 | 13. februar 2016 |
| 2. | Klikni za spremembo slike | Ivan Jurkovič  | 10. junij 1952, Kočevje                         | 6. oktober 2001, Angelo Sodano (vatikanski državni tajnik)    | Krbava              | Uzbekistan            | 22. julij 2011   | 13. februar 2016 |
| 2. | Klikni za spremembo slike | Ivan Jurkovič  | 10. junij 1952, Kočevje                         | 6. oktober 2001, Angelo Sodano (vatikanski državni tajnik)    | Krbava              | Združeni narodi       | 13. februar 2016 | 5. junij 2021    |
| 2. | Klikni za spremembo slike | Ivan Jurkovič  | 10. junij 1952, Kočevje                         | 6. oktober 2001, Angelo Sodano (vatikanski državni tajnik)    | Krbava              | Kanada                | 5. junij 2021    |                  |
| 3. | Klikni za spremembo slike | Mitja Leskovar | 3. januar 1970, Kranj                           | 8. avgust 2020, Franc Rode (kardinal, upokojeni prefekt)      | Benevent            | Irak                  | 1. maj 2020      | 16. april 2024   |
| 3. | Klikni za spremembo slike | Mitja Leskovar | 3. januar 1970, Kranj                           | 8. avgust 2020, Franc Rode (kardinal, upokojeni prefekt)      | Benevent            | DR Kongo              | 16. april 2024   |                  |